# 진실 (2000년 드라마)
《진실》은 2000년 1월 5일부터 2000년 2월 24일까지 방영된 문화방송 수목 미니시리즈이다.
이 드라마는 당시 가수 조성모가 부른 OST도 인기를 끌었다. 하지만 시청률을 의식한 통속극에 그친 작품이라는 비판이 있었고, 파행적인 소재에 유치한 신파, 인기에 영합한 시나리오 등으로 도마에 오르며 2000년 최악의 드라마 2위에 선정되기도 했다.

## 등장 인물

### 주요 인물
- 최지우 : 이자영 역
- 류시원 : 정현우 역
- 박선영 : 이신희 역
- 손지창 : 박승재 역 - 마지막회에서는 자동차EF쏘나타에서 자동차 레간자로 바뀌게 되었음.

### 주변 인물
- 정욱 : 이택중 의원 역 신희의 아버지 - 마지막회에서는 검찰에서 조사를 받다 소환 중 구속됨.
- 김창숙 : 신희의 어머니 역
- 장용 : 자영의 아버지 역
- 김형자 : 자영의 어머니 역
- 박웅 : 현우의 아버지 역
- 정재순 : 현우의 어머니 역
- 서춘화 : 백미자 역
- 김현수 : 이정희 역 신희의 동생
- 이정훈 : 박용석 역
- 최재호 : 문 비서 역
- 선우재덕 : 최준엽 역
- 안정훈 : 이영철 역
- 박경림 : 정은실 역
- 김홍석 : 자영담임 역
- 옥승일 : 매니저 역
- 홍은희 : 자영친구 역
- 허성수
- 김철기
- 강용석
- 정대홍
- 김해숙

## 시청률
당시 평균 시청률 34.2%로 기록하였다.

## 참고 사항
- 원래 스토리는 남자 주인공 정현우가 사망하는 스토리였으나, 높은 시청률을 기록하면서 인기를 끌자 시청률 의식으로 부분 기억 상실로 깨어나 이자영과 유학 가는 해피엔딩으로 설정되었다.[4]
- 당초 고소영이 이신희 역으로 낙점됐으나 영화 촬영 등의 이유로 고사하자 박선영이 대타로 들어갔다.
- 당초 작가와 담당 PD는 〈유(You)〉로 제목을 거론했지만 영어 제목을 피하기 위해 〈운명〉으로 변경했으나 너무 분위기가 무겁다는 이유 때문에 《진실》로 변경했다.[5]